# Shishang (köpinghuvudort i Kina, Jiangxi Sheng, lat 26,62, long 116,06)
Shishang är en köpinghuvudort i Kina. Den ligger i provinsen Jiangxi, i den sydöstra delen av landet, omkring 230 kilometer söder om provinshuvudstaden Nanchang. Antalet invånare är 28 350. Befolkningen består av 13 371 kvinnor och 14 979 män. Barn under 15 år utgör 22,0 %, vuxna 15-64 år 68 %, och äldre över 65 år 8,0 %.
Runt Shishang är det ganska tätbefolkat, med 166 invånare per kvadratkilometer. Närmaste större samhälle är Huitong, 11,6 km söder om Shishang. I omgivningarna runt Shishang växer huvudsakligen savannskog.
Genomsnittlig årsnederbörd är 2 261 millimeter. Den regnigaste månaden är maj, med i genomsnitt 345 mm nederbörd, och den torraste är oktober, med 22 mm nederbörd.